# Confidencia (película)
Confidencia es una película dramática española de 1948 dirigida por Jerónimo Mihura Santos, escrita por su hermano Miguel Mihura y protagonizada por Sara Montiel.

## Sinopsis
El doctor Barde (Guillermo Marín) le hace una confidencia a su amigo Carlos Selgas (Julio Peña) tras recibir un homenaje como el mejor cirujano de Europa. Cuando era joven Barde cometió un crimen, embriagado por la sangre que veía diariamente en el hospital. Asesinó una mujer desconocida a sangre fría a cuchilladas, y lo describe con toda crudeza.

## Reparto
- Julio Peña - Carlos Selgas
- Sara Montiel - Elena
- Guillermo Marín - Doctor Barde
- José Isbert - Don Mauricio
- Félix Fernández - Doctor Elías
- Julia Lagos - Dueña del café
- José Prada - Doctor Vives
- Antonio Riquelme - Redactor
- Miriam di San Servolo - María

## Premios
La película consiguió uno de los premios del Sindicato Nacional del Espectáculo de 1947 por valor económico de 250.000 ptas.